# Сенкель, Маттиас
Маттиас Сенкель (альтернативная транскрипция — Зенкель; нем. Matthias Senkel, род. 1977, Грайц) — немецкий писатель.

## Жизнь и литературная деятельность
Родился в 1977 году в городе Грайц. Изучал писательское ремесло в Немецком литературном институте Лейпцига, а также европоведение и американистику в Галле-Виттенбергском университете. Публикуется в различных журналах и антологиях c 2005 года, a также играл на бас-гитаре в группе «Zellrasen». В 2009 году он получал премию Open Mike за короткий рассказ Peng. Peng. Peng. Peng. (Пиф-паф-пиф-паф).
В 2012 году был издан его дебютный роман Frühe Vögel (Ранние птицы), награждённый литературной премией Рауриса и премией Уве Йонсона в 2013 году. В 2012 году и вторично в 2020 году он принял участие в конкурсе премии Ингеборг Бахман на фестивале Дни немецкоязычной литературы.
Его второй роман Dunkle Zahlen (Тёмные числа) о международной спартакиаде программистов происходит в СССР. Вышел в свет в 2018 и в этом же году был номинирован на премию Лейпцигской книжной ярмарки, на Немецкую книжную премию и на премию им. Клеменса Брентано. Своими литературными экспериментами напоминает критикам о Владимире Сорокине, Хулио Кортасаре и традициях французского «антиромана».